# Orden de la Santa Cruz

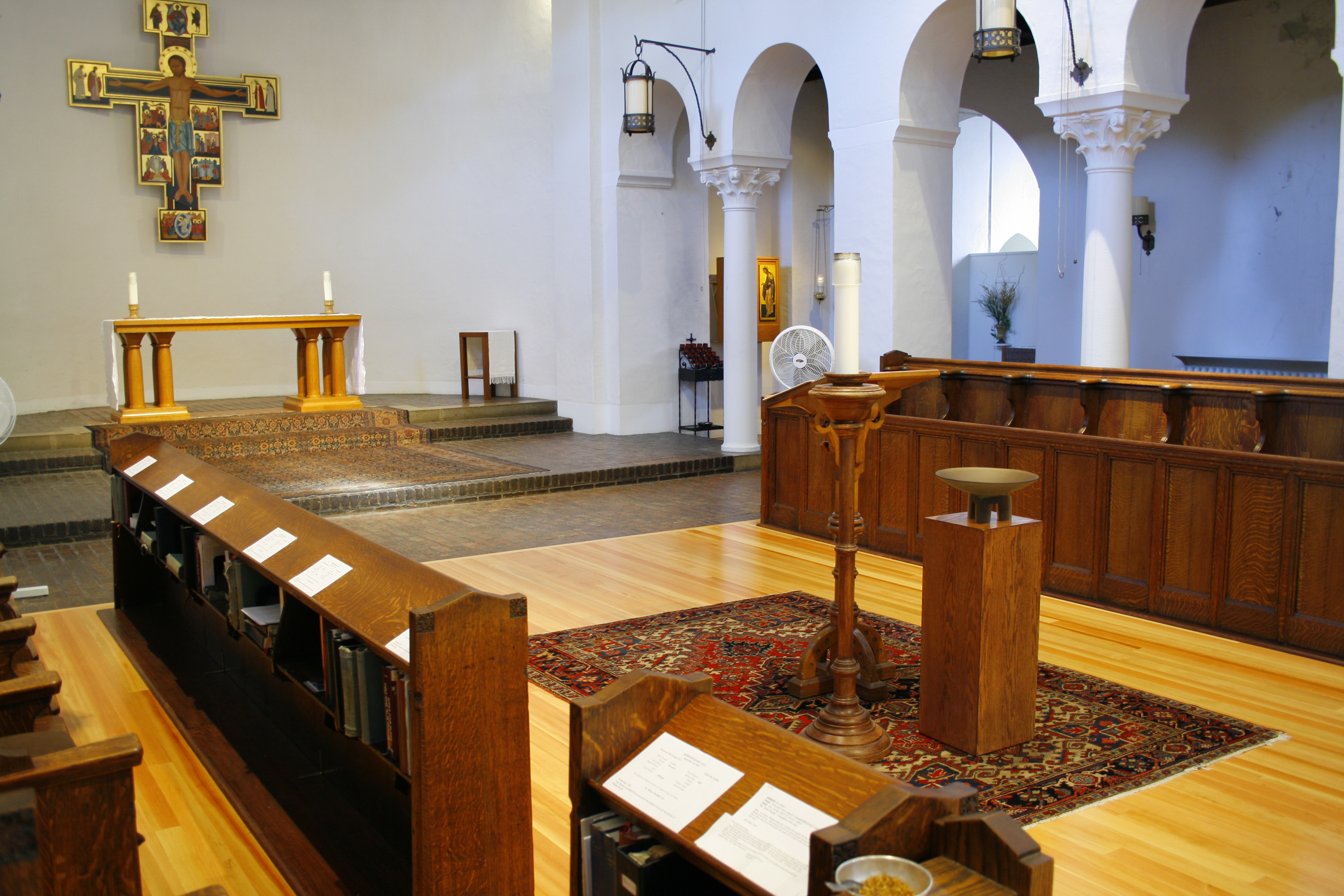
Iglesia monástica de San Agustín en el Monasterio de la Santa Cruz de West Park, Nueva York.

La Orden de la Santa Cruz (Anglicana) es una orden religiosa anglicana y monástica que sigue la Regla de San Benito. 

## Historia
La Orden fue fundada en 1884 por el Rev. James Otis Sargent Huntington, un sacerdote, de la Iglesia Episcopal en la ciudad de New York. La Orden fue trasladada a Maryland brevemente antes de mudarse a West Park, New York, en 1902. Hoy la Orden opera en cinco casas: el Monasterio de la Santa Cruz, West Park, New York; el Monasterio y Casa de Retiro Monte del Calvario, Santa Bárbara (California); Priorato de la Encarnación, Berkeley, California; Priorato de la Santa Cruz, Toronto, Ontario; y el Monasterio Mariya uMama weThemba, Grahamstown, Sudáfrica. En el Capítulo Anual del 2007, se decidió cerrar el Priorato de la Encarnación.